# Microsegmentación
Microsegmentación en redes de computadoras de área local  es un término utilizado para describir la segmentación de un dominio de colisión en tantos segmentos como circuitos haya. Esta microsegmentación realizada por el switch reduce el dominio de colisión de tal forma que solo dos nodos coexisten en cada dominio de colisión. De esta manera, las colisiones se reducen y solo las dos tarjetas de red que están directamente conectadas por un enlace punto a punto pelean por el medio.
La microsegmentación hace la seguridad de red más flexible, con políticas definidas por software en lugar de configuración manual, si se implementa con la previsión y las herramientas adecuadas.